# Springbock

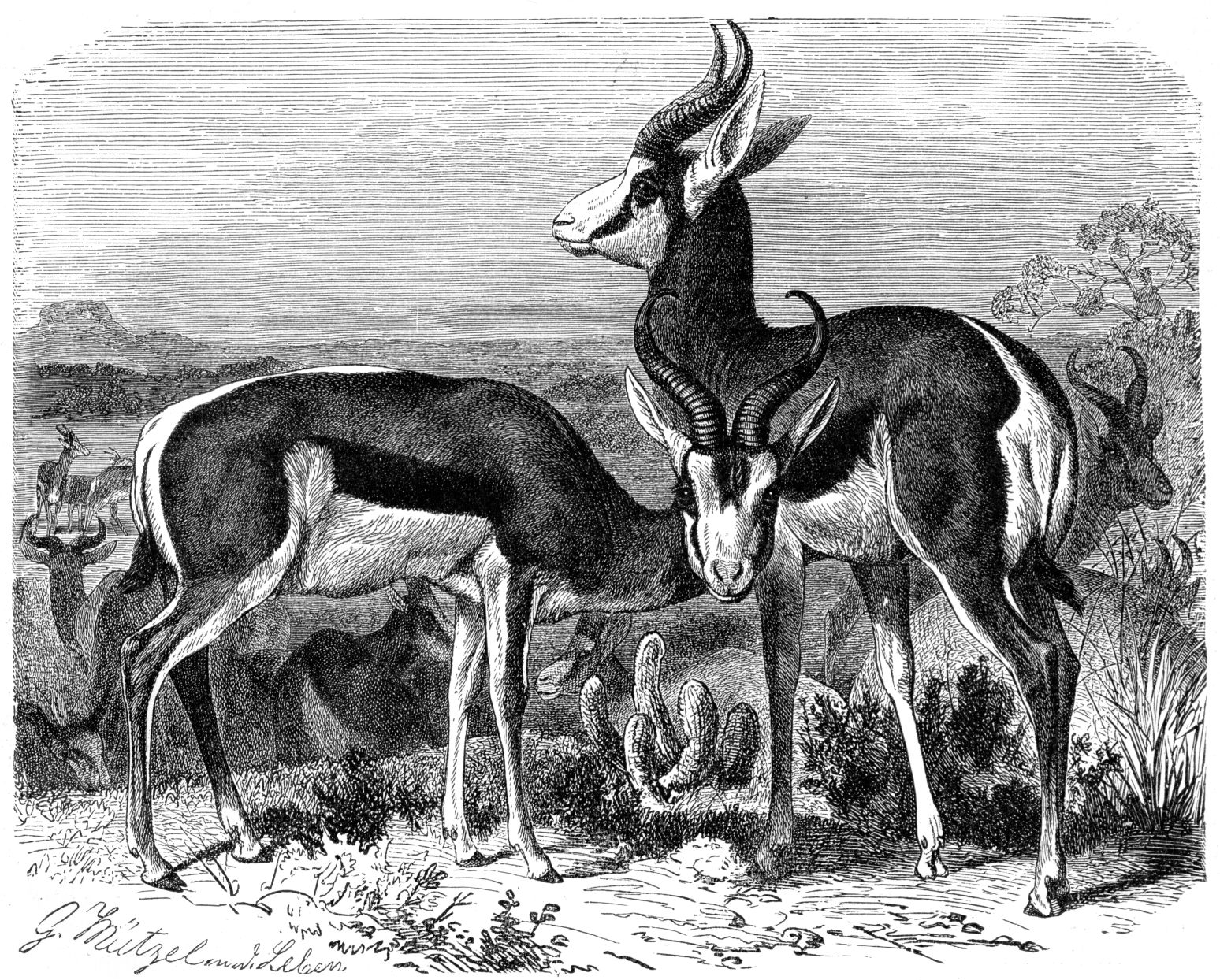
Två springbockar.

 Springbock  (Antidorcas marsupialis) är en medelstor gasell som man hittar i södra Afrika och så långt norrut som till Angola. Springbock kommer av de två orden på Afrikaans: spring = Hoppa, eller skutta; bok = antilop, hjort eller get.

## Utseende
Springbockens färgteckning är rödbrun på ryggen, halsen och på utsidan av benen. På sidorna har en ett tydligt mörkbrunt gasellband och magen, insidan av benen och huvudet är vita. Den har en mörkbrun linje som börjar strax ovanför ögat och som går ner till mungipan. Springbocken har en vit spegel i bak som är omgivet av två mörkbruns linjer. Linjerna runt spegeln döljer sig ett hudveck. När den springbocken är skrämd eller upphetsad fäller den ut hudvecket. Under vecket döljer sig en kam av vita långa hårstrån. 
Båda könen har horn och de har markerade ringar på de lyrformiga hornen. Hornen kan bli mellan 35 och 40 centimeter långa. Hindens horn är mindre och inte lika kurviga som bockens. En springbock kan ha en mankhöjd på mellan 75 och 85 centimeter och väga mellan 25 och 45 kilogram.

## Levnadssätt

### Socialt beteende
Springbocken är ett flocklevande djur. Ofta håller de samman i ganska små grupper på mellan 5 och 15 djur. Flocken består av honor med ungar som håller sig intill en hanes revir. När det är parningssäsong brukar bockarna skapa ett revir, annars bildar hanarna ”ungkarlsgrupper”. De gamla hanarna sluter sig inte till ungkarlsgruppen, utan de brukar leva ensamma. Springbocken trivs bäst på torra savanner med kort gräs och halv öknar. De brukar söka efter gräs, lökar, löv och rötter både på dagen och på natten. Eftersom springbocken lever i sådan torr miljö kan de leva utan vatten i långa perioder. De kan till och med dricka saltvatten. Man ser den ofta när den sällskapar med andra hovdjur och strutsar.

### Vandringar
Vissa år när det är ont om föda brukar springbockarna slå sig ihop till en jättehjord och söka efter nytt bete. I slutet av 1800-talet kunde antalet springbockar upp gå till ungefär 100 miljoner djur. I dag är antalet djur betydligt mindre, man räknar med att vandringshjorden har ett tiotusental djur. Ofta slutade massvandringarna i att många springbockar miste livet. Antingen blev de tagna av rovdjur eller också dog de av svält, sjukdomar eller drunknade när de skulle över stora floder

### Fortplantning
En springbockshona är dräktig i lite mer än 5 månader. När hon ska föda lämnar hon hjorden för att föda sin kalv på något undangömt ställe. Den enda kalven ligger sedan gömd länge. Honan brukar med jämna mellanrum titta till den och ge den di. Fastän kalven diar i ungefär 6 månader kan den äta fast föda redan efter en månad. En honkalv brukar bli könsmogen mellan 6 och 7 månader medan en hane blir könsmogen vid ett års ålder.

### Predatorer

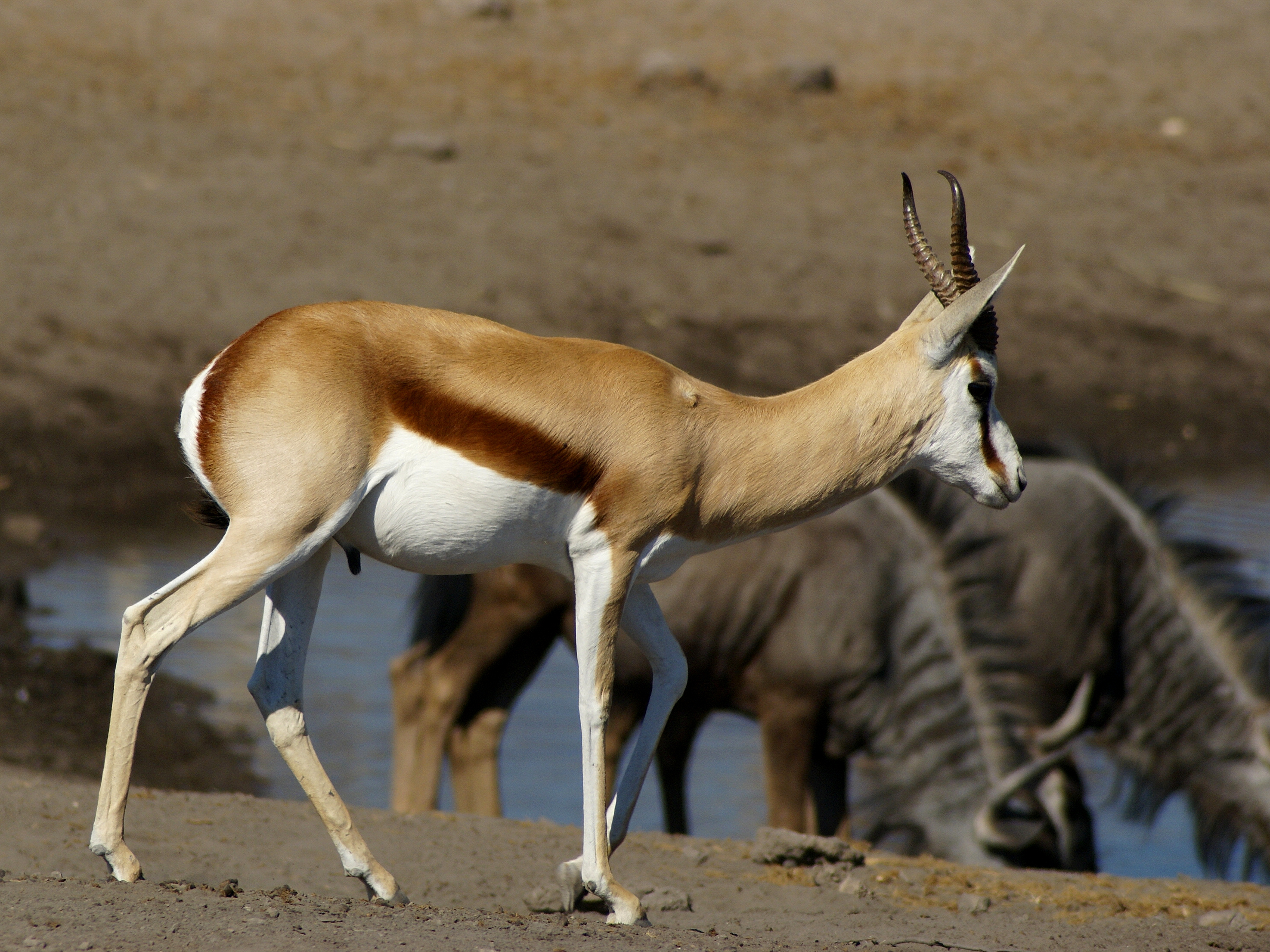

När en springbock är utsatt för fara spänner den ut sitt hudveck så att den vita kammen syns. Den är den signal till andra springbockar att det är fara på färde. Vid flykt kan de komma upp i en hastighet på 90 kilometer i timmen. De hoppar också under flykten, 15 meter långa skutt för att skaka av sig det förföljande rovdjuret. Lejon, gepard, hyenor och vildhundar hör till de vanligaste rovdjuren som jagar springbock.